# 穆良卡河

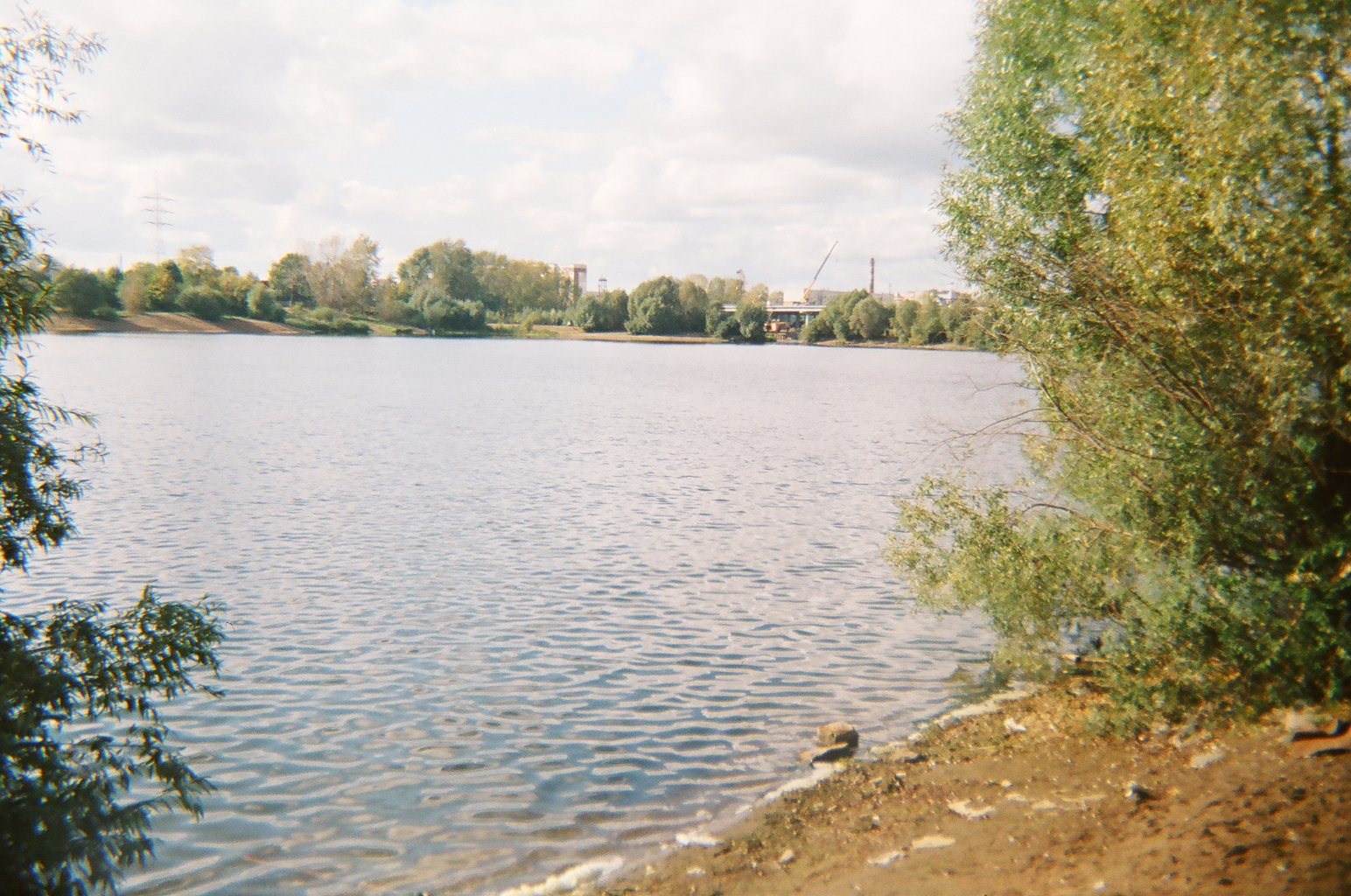
穆良卡河

穆良卡河（羅馬化：Mulyanka）是俄羅斯的小型河流，位於彼爾姆邊疆區的彼尔姆区，屬於卡馬河的左支流，河道全長52公里，流域面積460.7平方公里，有35條支流包括佩日河，河畔城鎮有彼爾姆。

## 外部連結
- Google Maps: The mouth of Mulyanka. （页面存档备份，存于）

58°0′2″N 56°8′14″E / 58.00056°N 56.13722°E